# Cratere Petermann
Petermann è un cratere lunare di 76,95 km situato nella parte nord-orientale della faccia visibile della Luna.